# Gladiolus nyasicus
Gladiolus nyasicus är en irisväxtart som beskrevs av Peter Goldblatt. Gladiolus nyasicus ingår i släktet sabelliljor, och familjen irisväxter. Inga underarter finns listade i Catalogue of Life.